# Тупик-носорог
Ту́пик-носоро́г, или длинноклювый тупик, или рогатый тупик (лат. Cerorhinca monocerata) — птица из семейства чистиковых (Alcidae), гнездящаяся вместе с другими видами в крупных колониях. Он является близким родственником атлантического тупика (Fratercula arctica), но образует в семействе чистиковых отдельный род.

## Внешний вид
Название этого вида происходит от рогового нароста на клюве, который однако возникает только во время периода спаривания. Оперение этой птицы средней величины с верхней стороны тёмное, а ближе к животу становится всё более светлым. Длинный и толстый клюв раскрашен в коричнево-красный цвет.

## Распространение
Ареалы гнездования тупика-носорога расположены в северной части Тихого океана. В Северной Америке вдоль тихоокеанского побережья встречаются его колонии от Калифорнии до Аляски и Алеутских островов. В Азии он обитает на побережьях Японии и Северной Кореи, а также на нескольких островах вблизи материка, в том числе и в России.

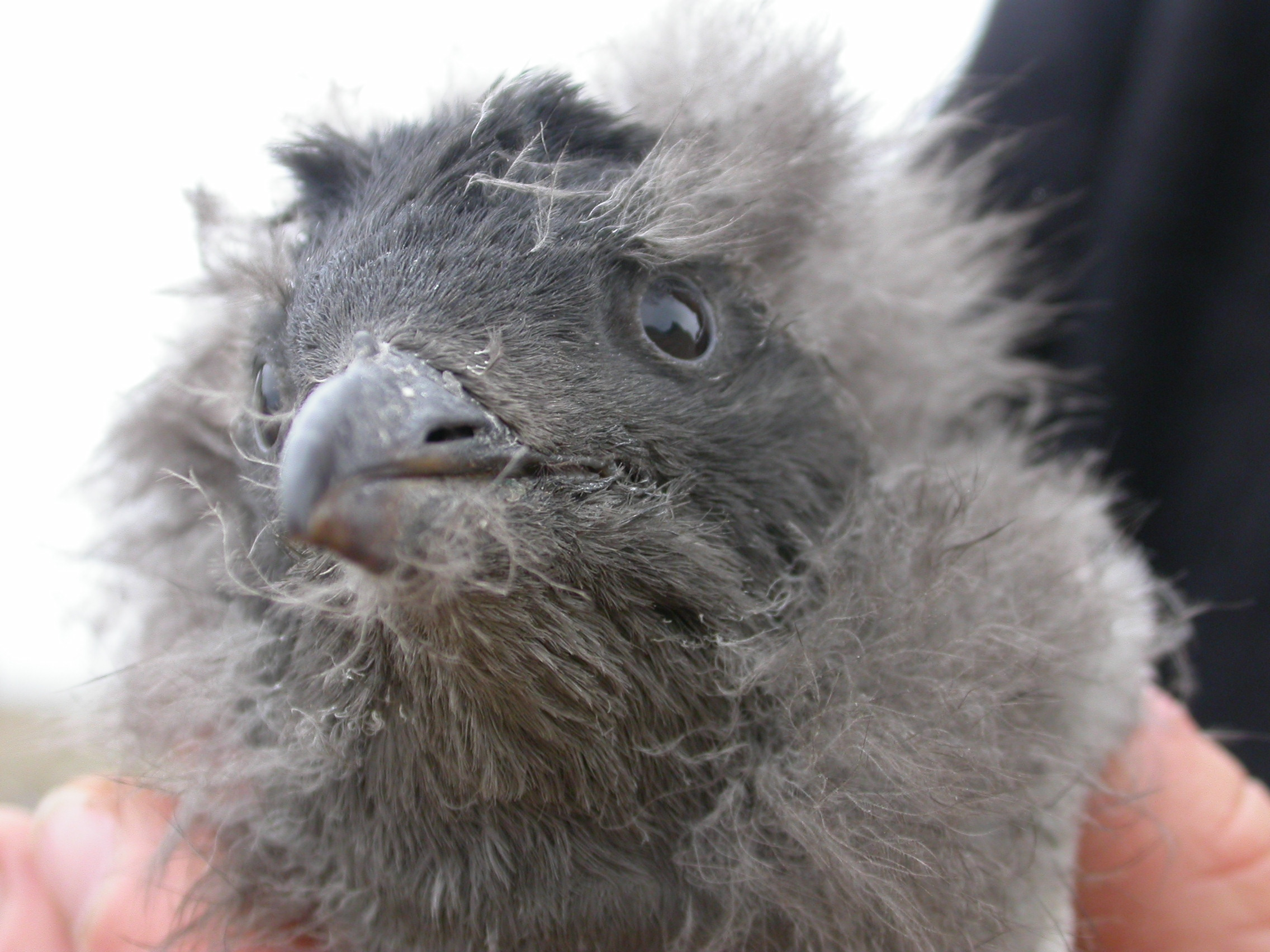
Птенец тупика-носорога

## Питание
Тупики-носороги питаются главным образом рыбой, но не брезгуют также раками и кальмарами. 

## Размножение
Их гнёзда обычно расположены в небольших естественных пещерах или расщелинах. Часто эти не особо умело летающие птицы выводят потомство на крутых склонах, облегчающих им взлёт. Яйцо насиживается обоими родителями на протяжении примерно 45 дней. После того как птенцы вылупились из яйца, родители около 50 дней кормят их рыбой из полно набитого клюва, что весьма похоже на поведение атлантических тупиков. 

## Состояние популяции
Наибольшая опасность для тупиков-носорогов исходит от хищных птиц и паразитов, которые переходят к ним от чаек. В целом, вид под угрозой исчезновения не состоит. В России довольно редок.